# Cleopatra (album)
Pour les articles homonymes, voir Cleopatra (homonymie).
Albums de The Lumineers
The Lumineers
(2012) III
(2019)
Singles
1. Ophelia
Sortie : 5 février 2016
2. Cleopatra
Sortie : 25 mars 2016
3. Angela
Sortie : 1er avril 2016
4. Sleep on the Floor
Sortie : 16 novembre 2016

Cleopatra est le deuxième album studio du groupe de folk rock américain The Lumineers, sorti le 8 avril 2016.
Il se classe en tête des ventes aux États-Unis, au Canada et au Royaume-Uni.

## Liste des titres
Écrits et composés par Wesley Schultz et Jeremiah Fraites, sauf mentions
Édition standard
| No  | Titre              | Auteur                              | Durée |
| --- | ------------------ | ----------------------------------- | ----- |
| 1.  | Sleep on the Floor |                                     | 3:31  |
| 2.  | Ophelia            |                                     | 2:40  |
| 3.  | Cleopatra          | - Schultz - Fraites - Simone Felice | 3:21  |
| 4.  | Gun Song           |                                     | 3:36  |
| 5.  | Angela             | - Schultz - Fraites - Felice        | 3:21  |
| 6.  | In the Light       |                                     | 3:51  |
| 7.  | Gale Song          | - Schultz - Fraites - Neyla Pekarek | 3:13  |
| 8.  | Long Way from Home |                                     | 2:32  |
| 9.  | Sick in the Head   |                                     | 2:31  |
| 10. | My Eyes            | - Schultz - Fraites - Pekarek       | 3:36  |
| 11. | Patience           |                                     | 1:35  |

Titres bonus édition Deluxe
| No  | Titre                               | Auteur        | Durée |
| --- | ----------------------------------- | ------------- | ----- |
| 12. | Where the Skies Are Blue            | Abraham Hovey | 2:20  |
| 13. | Everyone Requires a Plan            |               | 2:40  |
| 14. | White Lie                           |               | 3:15  |
| 15. | Cleopatra (version démo acoustique) |               | 4:48  |

Titres bonus édition des magasins Target
| No  | Titre                    | Auteur    | Durée |
| --- | ------------------------ | --------- | ----- |
| 12. | Sailor Song (Moitessier) |           | 2:24  |
| 13. | For Fra                  |           | 1:42  |
| 14. | Boots of Spanish Leather | Bob Dylan | 4:43  |

## Classements hebdomadaires
| Classement (2016)              | Meilleure place |
| ------------------------------ | --------------- |
| Allemagne (Media Control AG)   | 16              |
| Australie (ARIA)               | 2               |
| Autriche (Ö3 Austria Top 40)   | 13              |
| Belgique (Flandre Ultratop)    | 23              |
| Belgique (Wallonie Ultratop)   | 35              |
| Canada (Canadian Albums Chart) | 1               |
| Espagne (Promusicae)           | 51              |
| États-Unis (Billboard 200)     | 1               |
| France (SNEP)                  | 44              |
| Irlande (IRMA)                 | 4               |
| Italie (FIMI)                  | 27              |
| Norvège (VG-lista)             | 27              |
| Nouvelle-Zélande (RIANZ)       | 10              |
| Pays-Bas (Mega Album Top 100)  | 22              |
| Royaume-Uni (UK Albums Chart)  | 1               |
| Suède (Sverigetopplistan)      | 42              |
| Suisse (Schweizer Hitparade)   | 5               |

## Certifications
| Pays                  | Certification | Unités certifiées |
| --------------------- | ------------- | ----------------- |
| Canada (Music Canada) | 3 × Platine   | 240 000           |
| Danemark (IFPI)       | Or            | 10 000            |
| États-Unis (RIAA)     | Platine       | 1 000 000         |
| Italie (FIMI)         | Or            | 25 000            |
| Royaume-Uni (BPI)     | Or            | 100 000           |